# Palazzo Venezia

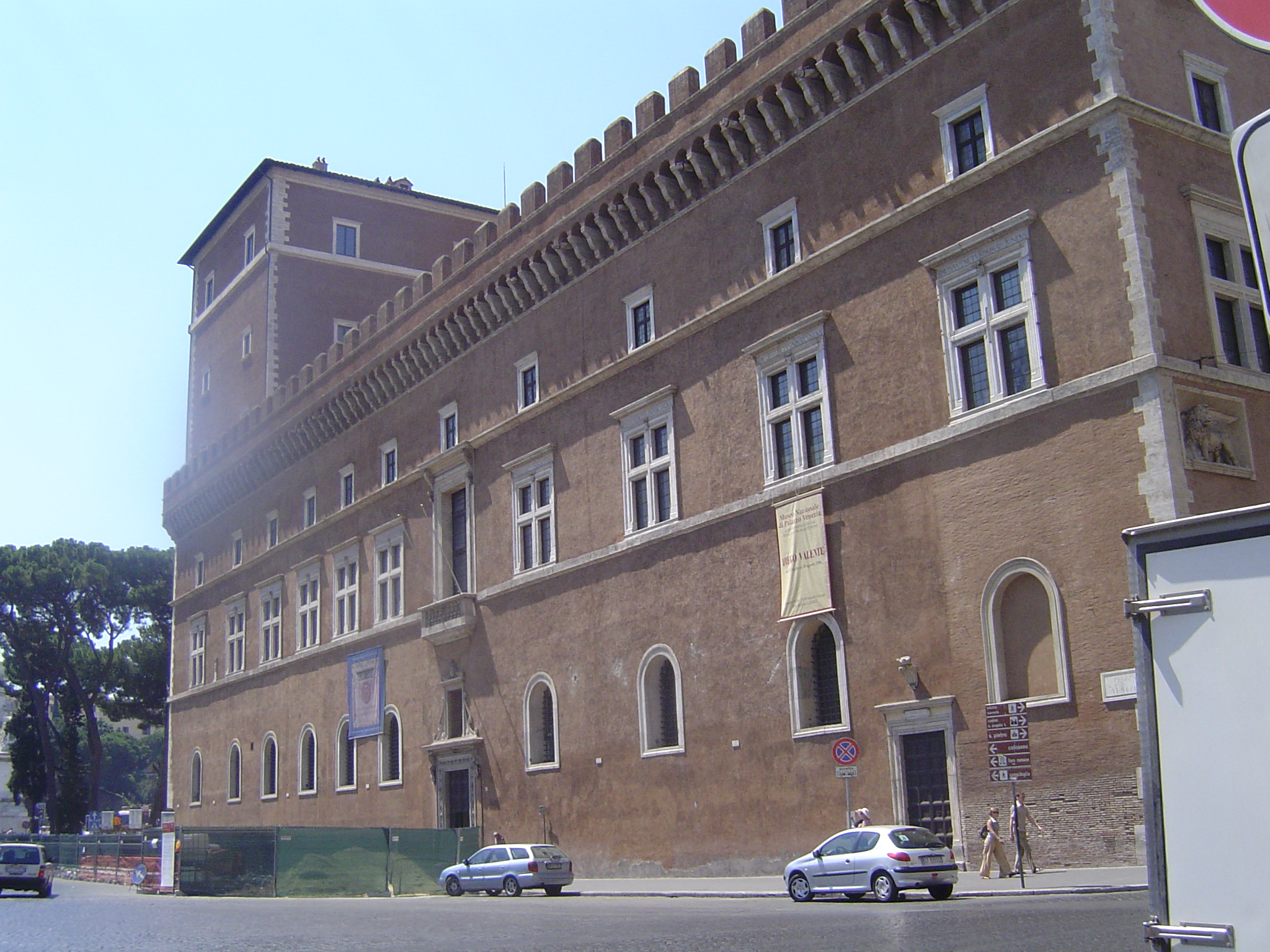
Palazzo Venezia

El Palazzo Venezia o Palazzo di Venezia, conegut originàriament com a Palazzo Barbo, és un palau de la ciutat de Roma, al nord del tossal capitolí, a la banda oest de la Piazza Venezia. El seu nom evoca el fet que durant un temps va ser seu de l'ambaixada de la República de Venècia.
Iniciada la construcció l'any 1455, va ser un dels primers edificis renaixentistes de Roma, tot i que va ser construït al voltant de la torre medieval situada a la dreta de la seua façana. Molta de la pedra que s'hi va utilitzar va ser extreta del Colosseu, una pràctica comuna a Roma fins als segles més recents. Inicialment va ser habitat pel cardenal venecià, Pietro Barbo, qui després esdevindria el Papa Pau II. Hom creu que es va triar el lloc per a poder veure des del palau les curses de cavalls que tenien lloc a l'adjacent Via del Corso.
L'edifici va esdevenir residència papal fins que el Papa Pius IV el va donar a la República de Venècia perquè l'usara com a seu de la seua ambaixada. Al llarg del segle xix, va ser seu de l'ambaixada de l'Imperi Austrohongarès davant de la Santa Seu.
L'any 1917, l'edifici va passar a mans de l'Estat Italià, i va ser restaurat. Mussolini va tenir el seu despatx a la Sala del Mappamondo, i va usar un balcó del palau per a adreçar-se al poble, reunit a la Piazza Venezia, en molts dels seus innombrables discursos.
Avui dia, a l'interior de l'edifici es troba el Museu Nacional del Palazzo di Venezia. Conté galeries d'art, fonamentalment ceràmica, tapissos i estàtues, des de l'inici de l'era cristiana fins al primerenc Renaixement.